# فتى الجلد

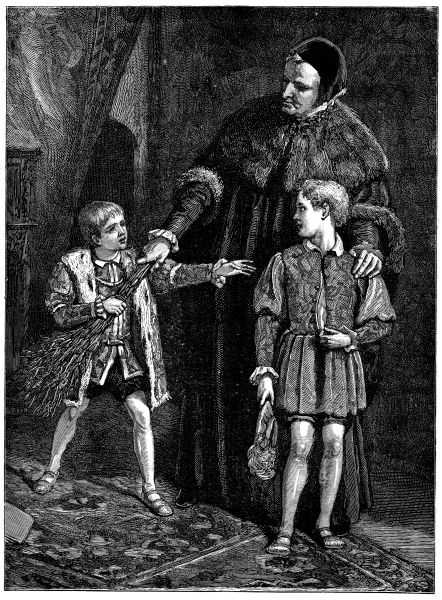
"Edward VI and his Whipping Boy" by Walter Sydney Stacey from his 1882 oil painting.

فتى الجَلد هو فتى يتلقى تعليمه جنباً إلى جنب مع الأمير (أو الملك) في أوائل أوروبا الحديثة، وكان يتلقى عقوبة جسدية على المخالفة التي يقوم بها الأمير في حضور الأمير. حيث أنه لن تتم معاقبة الأمير نفسه لأن مكانته الملكية تتجاوز مكانة معلمه، لذا فإن رؤية صديق يعاقب سيوفر دافعاً جيداً لعدم تكرار المخالفة. مثل قديم يجسد فكرة مماثلة هو «أن تضرب كلباً قبل أن تضرب أسداً». الجلد بالسوط كان عقوبة شائعة للتعذيب في ذلك الوقت. هناك عدد قليل من الأدلة المعاصرة على وجود الفتيان الذين يجلدون بالسوط بدلاً من الأمراء، ودليل على أن الأمراء كانوا في الواقع يُجلدون بواسطة معلميهم، على الرغم من ذلك اعتقد نيكولاس أورمي أن النبلاء ربما كانوا يُضربون أقل من التلاميذ الآخرين. بعض المؤرخين يعتقدون أن وجود الفتيان الذين يُجلدون بدلاً من الأمراء أسطوري بالكامل. بينما البعض الآخر يعتبرون أنهم يطبقون ذلك فقط في حالة الملوك الفتيان المحميين بالحق الإلهي وليس مجرد الأمراء.
في عصر النهضة الإنسانية، أطروحات إيراسموس «تعليم الأمراء المسيحيين» (1516) و «هتاف الأطفال للتعليم الفوري والحر» (1530) ذكر عن عدم ملائمة العقاب الجسدي للأمراء، لكنه لم يذكر العقوبة بالوكالة (بالنيابة).
هارتلي كوليريدج كتب عام 1852 «أن يُجلد بالوكالة كان هذا امتيازاً حصرياً للدماء الملكية.. كان مرغوباً بشدة لدى أبناء طبقة النبلاء الأفقر، كالخطوة الأولى في سلم الأفضلية».
جون غوخ نيكولس كتب عام 1857 «كان الأمر برمته بطريقة ما أسطورياً وعلى الرغم من أن بعض العقوبات بالنيابة أو بالأحرى المبسطة قد تكون في بعض الأحيان قد تم اعتمادها، لا يبدو أنه من المحتمل أن يتم اختيار أي فرد من زملاء مدرسة الملك بشكل موحّد، سواءً أكان مخطئاً أم لا، كضحية أو كبش فداء من الجنح الملكية».
في الإنجليزية الحالية، «الفتى الذي يجلد بالسوط» هو استعارة تمتلك معنىً مشابهاً ل «كبش الفداء» ّأو «الضحية» أو «القربان»؛ أو بدلاً من ذلك ربما تعني «الخاسر الدائم» أو «ضحية التنمر الجماعي».

## أمثلة تاريخية مُفتَرَضة
```
أفراد العوائل الملكية الصغار الذين زَعَموا أنهم قد امتلكوا صبيان يُجلدون بدلاً منهم: 
```

• كونراد، ملك القدس وإيطاليا فيما بعد (1228-1254) امتلك اثني عشر رفيقاً ليُضربوا مكانه من قبل أساتذته، بحسب سينتو نوفيللي أنتيشي (1300)، ولذلك «الملك كونراد اهتم بشدة بعدم التصرف بشكل خاطئ، شفقةً عليهم». أليساندرو دانكونا يرى سابقة في رواية كونراد في حكاية فيدروس «العجل والثور العجوز».
• هنري فيتزروي، الدوق الأول لريتشموند وسومرست (1519-1536)، معلمه ريتشاد كروك اشتكى في 1527 أن جورج كوتون يقوِّض سلطة كروك؛ بين التهم «هؤلاء الصبيان الذين عقوبتهم كانت ضرورية لردع تلميذه الأمير من تكرار أخطاءه»، ومدعياً أنه كان من غير اللائق لكروك أن يجلدهم حضور دوق ريتشموند.

• إدوارد السادس ملك إنجلترا (1553-1573) الذي أرسل والده بارنابي فيتزباتريك،-البارون الأول الذي أصبح لاحقاً البارون الثاني-، كرهينة.
```
يدعو تاريخ الكنيسة البريطاني لتوماس فولر «وكيل التصحيح» فيتزباتريك لإدوارد. بينما يدعو جون غاي هذا بالخرافة، منذ أن معلمهم ريتشارد كوكس كتب عن ضرب إدوارد مع رفاقه.
[
12
]
```

و روى كونراد هيريسباخ في «تعليم وتربية الأطفال» (1592) أنه قد قيل له في لندن عام 1547 أنه عندما نطق الملك الشاب بألفاظ نابية تعلمها من زميله في اللعب (لم يذكر اسمه) تم جلد صديقه في وجوده وقد تم تحذير إدوارد أنه يستحق عقوبة مماثلة.
• فريدريك السادس الملك المستقبلي لليغنيتز (1552-1596)، لمن وُصف هانز فون شوينتشن (1552-1616) في عام 1856 بأنه «فتى الضرب» من قبل غوستاف فريتاج، معمماً المفهوم في ألمانيا. ادّعى غوستاف أنه ليس مدعوماً من قبل حسابات أخرى في شوينتشن.
• الملك المستقبلي لإنجلترا تشارلز الأول (1600-1649)، من كان له ويليام موراي، لاحقاً أول إيرل «فتى جَلد» تبعاً ل «تاريخ عصري» 1723. عمّ ويليام، ثوماس موراي عذّب كلا الفتيين. كملك، تشارلز عين ويليام المسؤول عن حجرات القصر.
•لويس الخامس عشر ملك فرنسا الشاب (1710-1774)، وفّرت له مربيته المدام دي فينتادور رفاق لعب في نفس سنه، من ضمنهم ابن الإسكافي في فرساي، الذي كان يلقب ب (hussar) بسبب الزي الذي كان يرتديه. ماركوس دو ديفاند كتب 1769 أن ذلك الفتى كان يعاقب بدلاً من الملك وقد كان ضحية للتنمر. وقد دعا جاك أنطوان دوليور 1825 هذه الطريقة ب «غريبة»، «أكثر بربرية»، و«ظالمة»، وقال أن لويس بغض النظر عن هذا قد واصل إهمال دراسته.
• الأمراء الملكيون الإسبانيون، امتلكوا فرانسيسكو ألفونسو دي لا تور، الابن غير الشرعي لمانويل غودوي، ك وكيل ليتلقى «الصفعات والجلد». تبعاً لذكريات 1898 لفرانسيسكو كيرتاين دي كانروبيرت، الذي خدم في الجيش الفرنسي تحت إمرة دي لا تور عام 1842 في الجزائر ووصف الإنفعال والغضب في تعليمه.
• الأمراء الإمبراطوريون الصينيون لسلالة تشينغ (1644-1912) امتلكوا القابلات اللافتات التي تبرع بها مصطلح المانشو "هاهاغوس"؛ في البداية كان هذا يعني أن الفتى الشاب يتعلم جنباً إلى جنب مع الأمير، ولاحقاً "رفيق قرائته" الخاص وحارسه الشخصي، كانت هذه مؤثرة في منطقة كانجي (1661-1722) لكن فقدت تأثيرها فيما بعد. في 1876 علقت شركة "نورث تشاينا هيرالد" على إعلان بدء تعليم الإمبراطور غوانغجو ذو الخمس سنوات في الجريدة الرسمية: "الإعلان التالي الذي سيتم تحديده (حتى لو لم يتم نشره في الجريدة الرسمية) سيكون على الأرجح هو الطفل الذي وفقاً لزي المانشو الإمبراطوري، يشارك جلالته دراساته تحت اسم ها'هاشوتسزي، بقدرة "كبش الفداء" أو "مسكن الألم"، كلما كان "ابن السماء" مشاكساً أو مهملاً، يُضرب ال ها'هاشوتسزي أو يوصم بالعار.
غالباً ما يتم تضمين مثال بالغ في مناقشات «جَلد الأولاد» من قِبل الأساقفة الكاثوليك الفرنسيين، أرناود دي'أوسّات (1537-1604) وجاك دافي دوبيرون (1556-1618)، الذي كان يُجلد جلداً رمزياً بواسطة بوب كليمينت التاسع عام 1593 كنيابة عن الكغارة التي كان يرتكبها هنري الرابع ملك فرنسا (1553-1610)، الذي تخلى عن البروتستانتية.

## ذُكِر لاحقاً في الأدب
مسرحية صاموئيل راولي «عندما تراني تعرفني» (1604)، تصف طفولة الملك المستقبلي إدوارد السادس المسلوبة، عندما تخطى الصف ليلعب التنس، رفيق إدوارد «نيد براون» أُرسل إلى تشابيل ليتم جلده من قبل المسؤل عن الأطفال.
كرانمر يقول، «منذ جَلده هكذا لأجل خطأ الأمير./ اكتسب نعمة المزيد من المعرفة في شهر./ أكثر مما كان عليه في العام السابق./ لأنه لا يزال الفتى الخائف، لكي يحمي مؤخرته/ لازمه كل ساعة وأين ماكان يذهب». أقنع الأمير الملك هنري السابع ليجعل نيد فارساً: «الفتى النبيل المسكين امتلك جروحاً بشكل مثير للشفقة على أجزاء من ظهره، كما كان ظاهراً من الندوب، إذا كانوا سيفعلون ذلك لفرسانه، لكن دون جدال هناك». تمنى نيد أن معلميه سيمتنعون عن جَلد فارس، فردّ عليه بشكل حاسم«إذا فعلوا ذلك، هو ربما يجعلك لورداً، ثم عندها هم لن يجرؤوا» هذا العمل ربما ساعد أن تتجذر فكرة جلد الأولاد.
ولمّح جون دون إلى الجلد بالنيابة في خطبة وَعَظها عام 1628: "بعض الأحيان عندما يدخل طفل أحد العظماء المدرسة، شخص آخر يجلد بدلاً عنهم، وذلك يؤثر عليهم ويعمل غي مصلحتهم، لكن إذا ذلك الشخص يجب أن يأخذ العلاج لهم في حالة المرض فهذا لن يكون في مصلحتهم أبداً:"قد تعمل تصحيحات الإله على الآخرين على سبيل المثال عليك، لكن لأنك مريض من أجل العلاج الجسدي، خذه بنفسك".
أول دليل على أن الكلمة «كبش الفداء» في قاموس أكسفورد الإنجليزي منذ تعليق الكتاب المقدس ال1647 من تأليف جون تراب هي 1 تيموثاوس5:20 : «هؤلاء الكهنة الذين يخطئون علانية... وأولئك الذين أدانهم شاهدان أو ثلاثة...: يتم توبيخهم قبل الجميع، ولكن ليس إذا كانوا يجلدون الأولاد».
في الكتاب الخامس لجيل بلاس (1715) من تأليف آلان رينيه ليساغ، عندما ماركيز ليجانيز منع معلمي ابنه من ضربه، دون رافائيل جُلِدَ مكانه:«الأداة الأكثر عبقرية والتي من خلالها يمكن ابقاء اللورد الصغير الشقي في حالة من الرهبة دون أن عناد أوامر والده».
"ثروات نايجل"(1822) من تأليف والتر سكوت، يصف "مالاجروثر" فتى الجَلد الخيالي ل جيمس السادس الشاب ملك اسكتلندا (لاحقاً أيضاً جيمس الأول لبريطانيا): "تحت الحكم الصارم، في الواقع، لجورج بوتشانان، والذي لم يوافق على طريقة النيابة في العقاب، تحمل جيمس التكفير عن أخطاءه بنفسه، ومونغو مالاجروثر استمتع بالألم، لكن مربّي جيمس السيد باتريك يونغ أصبح أكثر احتفالية للعمل وروّع روح الإمبراطور الشاب بالجلدات التي كان يمنحها ل «كبش الفداء» عندما لا يؤدي مهامه الملكية بشكل ملائم.
في رواية مايك تواين (1881) «الأمير والفقير»، تنكر الفقير ك إدوارد السادس بمساعدة من «كبش فداء» الأمير، ابن وحامل اسم السير الراحل همفري مارلو، «ملازم أول» في قصر هنري الثامن. كتب تواين، «جيمس الأول وتشارلز الثاني امتلكوا صبيان يُجلدون بدلاً منهم، عندما كانوا زملاء صغار، ليأخذوا العقوبة عنهم عندما يفشلون في دروسهم؛ لذا فقد غامرت بإنهاء الأمير الصغير بواحد، لأهدافي الخاصة».
«كبش الفداء» من تأليف سيد فيشلمان والتي فازت عام 1987 بميدالية نيوبري لكتب الأطفال، تروي قصة الأمير الشقي هوراس الذي تعلم التواضع في مغامرة مع «كبش الفداء» خاصته، صائد فئران يدعى جيمي.
في السلسلة الخيالية لجورج ر.ر. مارتين «أغنية من جليد ونار»، التي نشرت عام 1991، الشخصيات تومين باراثيون وجيفري باراثيون امتلكا «فتى جَلد» اسمه بات. وفي رواية الأطفال «الفتى الملك» (2002) لديفيد ببلين، جَلَدَ جون تشيك بارنابي فيتزباتريك لتعليم إدوارد السادس ألفاظاً نابية؛ وعندما احتج إدوارد أن لا أحد يمتلك صبيان ليُضربوا بدلاً منهم بعد الآن، قال تشيك«دوق ريتشموند يمتلك واحداً».و تراجع تشيك عن إعطاء فيتزباتريك الجَلد الذي يستحقه إدوارد.
مسرحية سارة روحي «مشاهد من حياة المحكمة أو كبش الفداء وأميره» (2016)، تضمنت صور فتيان يُضربون بدلاً من تشارلز الأول وتشارلز الثاني ملوك إنجلترا.

## العبودية الحديثة
بعض الحسابات للعبودية الحديثة تضمنت حالات لعبيد يُعاقَبون على جرائم ابن السيد. في القرن التاسع عشر جنوب الصين، -بين الأولاد العبيد المرشحين للفحص الإمبراطوري-، أحد الأمثلة التي تم ملاحظتها من قبل جيمس إل. واتسون.
في مقال الإشعارات أليكس تيزون (2017) «خادم عائلتي»، والدة الكاتب تروي حادثة أربعينيات القرن العشرين التي تم القبض فيها على كاذب، هي جعلت لولا، صديقة الخادم، تتلقى العقوبة ب 12 جلدة ب حزام والدها.
بيرام داه عْبيد زعم أن عَبِيد في موريتانيا يُستخدمون ك «كبش فداء».